# Pleśna (Będzino)
Pleśna (deutsch Pleushagen) ist ein Dorf in der Woiwodschaft Westpommern in Polen. Es gehört zur Gmina Będzino (Gemeinde Alt Banzin) im Powiat Koszaliński (Kösliner Kreis).

## Geographische Lage
Das Dorf liegt in Hinterpommern, etwa 120 km nordöstlich von Stettin und etwa 20 km östlich von Kolberg. Der Ostseestrand liegt knapp ½ km nördlich des Dorfes.

## Geschichte
In Ludwig Wilhelm Brüggemanns Ausführlicher Beschreibung des königlich preußischen Herzogtums Vor- und Hinterpommern (1784) ist Pleushagen unter den adeligen Gütern des Fürstentums Cammin aufgeführt. Pleushagen war damals ein Lehen der pommerschen uradligen Familie von Damitz und war in die beiden Anteile Pleushagen (a) und Pleushagen (b) geteilt. Insgesamt gab es hier ein Vorwerk, also den Gutsbetrieb, einen Halbbauern, einen kleinen Kossäten und vier Fischerkaten, insgesamt 7 Haushaltungen („Feuerstellen“).
Pleushagen gehörte zum Kreis Fürstenthum und kam bei dessen Auflösung 1872 zum Kreis Köslin. Seit dem 19. Jahrhundert bestanden in Pleushagen ein politischer Gutsbezirk und eine Landgemeinde nebeneinander. Im Jahre 1910 wurden im Gutsbezirk Pleushagen 74 Einwohner gezählt, in der Landgemeinde Pleushagen 41 Einwohner.
Später wurde Pleushagen in das benachbarte Kaltenhagen eingemeindet und bildete bis 1945 einen Wohnplatz in der Gemeinde Kaltenhagen.
1945 kam Pleushagen, wie alle Gebiete östlich der Oder-Neiße-Linie, an Polen. Der Ortsname wurde zu „Pleśna“ polonisiert.

## Söhne und Töchter des Ortes
- Albrecht von Roon (1803–1879), preußischer Generalfeldmarschall